# Elke Sommer
Elke Sommer (de fapt Elke Schletz; n. 5 noiembrie 1940, Berlin, Germania Nazistă), este o actriță, cântăreață și pictoriță germană.

## Biografia
Elke Sommer, născută în 1940 în Berlin ca Elke Schletz, este fiica unui preot. La vârsta de doi ani din cauza bombardamentelor familia a fost evacuată din Berlin la Erlangen unde va absolvi mai târziu examenul de bacalaureat. La vârsta de 14 ani rămâne orfană de tată. Va învăța engleza în timpul cât a fost au-pair în Londra, dorind să devină traducătoare. Azi Elke vorbește cursiv șase limbi. În anul 1964 se mută la Beverly Hills, SUA și se va căsători cu jurnalistul și scriitorul american Joe Hyams. Prin anul 1970, se lasă cu acordul soțului ei, fotografiată aproape goală pentru o revistă playboy. Va divorța în anul 1981, recăsătorindu-se în anul 1993 cu hotelierul Wolf Walther care era cu 8 ani mai tânăr ca ea. Elke din cele două căsătorii nu va avea copiii ei proprii.

## Cariera
În timpul unui concediu în anul 1958 în Italia  va fi aleasă, în mod surprinzător, într-o cafenea, Miss Viareggio. Acest eveniment publicat în presă a atras asupra ei atenția lui Vittorio De Sica care o cheamă la Roma. În același an va juca timp de 8 ani diferite roluri în filme italiene sau germane. Numele ei, Schletz, care era pentru străini greu de pronunțat, îl va schimba în Sommer. În anul 1959 va semna un contract pe trei ani cu producătorul de filme Artur Brauner din Berlin. Din anul 1962 ajunge la Hollywood unde va juca  diferite roluri în cca. 70 de filme. Pe lângă rolurile jucate în filme joaca și în diferite piese de teatru, apare în emisiuni americane de talkshow, sau începe să cânte.
Din anul 1966 a început și să picteze sub psedonimul „E. Schwartz“, operele fiind prezentate la mai multe expoziții internaționale, ca în prezent pictura să fie ocupația ei de bază.

## Filmografie
- 1958 L'amico del giaguaro
- 1958 Uomini e nobiluomini
- 1959 La pica sul Pacifico
- 1959 Băieții de la tonomat (I ragazzi del juke box), r. Lucio Fulci
- 1959 Vasul morții (Das Totenschiff), regia Georg Tressler, cu Horst Buchholz
- 1959 Am Tag als der Regen kam (Am Tag als der Regen kam) cu Mario Adorf
- 1960 Urlatori alla sbarra
- 1960 Himmel, Amor und Zwirn
- 1960 Sappho
- 1960 Tracul unui actor (Lampenfieber), regia Kurt Hoffmann
- 1960 Venus von Lesbos
- 1960 Und so was nennt sich Leben!
- 1960 Luxusweibchen
- 1960 Geliebte Hochstaplerin
- 1961 Zarte Haut in schwarzer Seide
- 1961 Herein ohne anzuklopfen
- 1961 Auf Wiedersehn
- 1961 Café Oriental
- 1961 Sie nennen es Liebe
- 1961 Das Mädchen und der Staatsanwalt
- 1962 Un chien dans un jeu quilles
- 1962 Nachts ging das Telefon
- 1962 Spiel und Leidenschaft
- 1962 Gelegenheitsarbeiter
- 1962 Verführung am Meer
- 1963 …denn die Musik und die Liebe in Tirol
- 1963 Die Sieger
- 1963 Der Preis
- 1964 Die Puppen
- 1964 Printre vulturi (Unter Geiern), regia Alfred Vohrer
- 1964 Hotel der toten Gäste
- 1964 O împușcătură în întuneric (A Shot in the Dark), regia Blake Edwards
- 1965 Bei Madame Coco
- 1965 Tausend Takte Übermut
- 1965 ... denn keiner ist ohne Schuld
- 1965 Goldfalle
- 1966 Völlig falsch verbunden!
- 1966 Die Hölle von Macao
- 1966 Mitternacht Canale Grande
- 1967 Heiße Katzen (Deadlier Than The Male)
- 1967 The Wicked Dreams Of Paula Schultz
- 1967 An einem Freitag in Las Vegas
- 1968 Rollkommando
- 1970 Die schmutzigen Helden von Yucca
- 1970 Percy - Spatz in der Hand
- 1970 Zeppelin - Das fliegende Schiff (Zeppelin)
- 1971 Jamaican Gold
- 1971 Elke
- 1971 Baron Blood
- 1972 Lisa und der Teufel
- 1973 Einer von uns beiden
- 1973 Der Sechs-Millionen-Dollar-Mann (Episodenrolle)
- 1973 Reise nach Wien
- 1974 Percy – Der Potenzprotz
- 1974 Ein Unbekannter rechnet ab
- 1975 Der total verrückte Mumienschreck
- 1975 Der Teuflische
- 1975 Per Saldo Mord
- 1975 Das Netz
- 1976 Tote pflastern seinen Weg
- 1976 Der Sechs-Millionen-Dollar-Mann (Episodenrolle)
- 1976 Vierzig Millionen Dollar
- 1976 Thoroughbreads
- 1977 Celebrity Challenge Of The Sexes 2
- 1977 Forever Fernwood
- 1978 Im Bannkreis des Todes (I Miss You, Hugs and Kisses)
- 1979 Sechs kleine Detektive
- 1979 Top Of the Hill
- 1979 Der Supercoup
- 1979 Sieben Stuntmänner räumen auf
- 1979 Der Gefangene von Zenda
- 1980 Exit Sunset Boulevard
- 1981 Love Boat
- 1981 Fantasy Island: Druids
- 1981 Der Mann Im Pyjama
- 1982 Nina
- 1983 Lily in Love
- 1984 Niemand weint für immer
- 1984 Coconuts
- 1984 Verheiratet mit einem Star
- 1985 Jenny's War
- 1986 Chefarzt Dr. Westphall
- 1986 Anastasia
- 1986 Adventures Beyond Belief
- 1986 Der Stein des Todes
- 1988 Himmelsheim
- 1992 Severed Ties
- 1994 Schauplatz der Geschichte: Hollywood
- 1996 Alles nur Tarnung
- 2000 Flashback – Mörderische Ferien
- 2005 Ewig rauschen die Gelder (Fernsehfilm)
- 2005 Reblaus (Fernsehfilm)